# Echinoclathria axinelloides
Echinoclathria axinelloides är en svampdjursart som först beskrevs av Arthur Dendy 1896.  Echinoclathria axinelloides ingår i släktet Echinoclathria och familjen Microcionidae. Inga underarter finns listade i Catalogue of Life.